# Augusto César Ferrari
Augusto César Ferrari (31 de agosto de 1871, San Possidonio, Módena, Italia - 1970, Buenos Aires) fue un arquitecto, pintor y fotógrafo italiano que realizó gran parte de su obra en Villa Allende (Córdoba). Creador de una impronta romántica ecléctica.

## Biografía

### En Europa
Realizó sus estudios de arquitectura en la Universidad de Génova, en 1892 comenzó sus estudios de pintura en la Academia Albertina de estilos antiguos y modernos en el museo industrial de la ciudad de Turín, donde trabajó hasta mediados del año 1914. Además fue prestigioso retratista de la nobleza italiana.
Pintó Panoramas de hasta 1500 m²
Fue uno de los autores junto con su maestro Giacomo Grosso del Panorama de la Batalla de Turín en 1906 y, del Panorama de la Batalla de Maipú (de 124 m de largo y 15 m de altura) en 1909 el que participó del centenario de Buenos Aires en 1910. También en 1908 realizó el Panorama Messina Distrutta que expresa el terremoto ocurrido en Turín por aquellos años.

### En América
A fines del año 1914 viajó a la Argentina, viaje que se extendió hasta 1922. Luego regresó a Italia para volver en forma definitiva allá por el año 1926.
En 1915, es convocado para decorar la capilla del colegio "Divino Rostro", en Caballito, ubicado en las inmediaciones del Parque Centenario. El artista decide realizar los murales enteramente con grafito, en vez de escenas policromadas. Esto para que la obra estuviese acorde a la modestia de la institución. Así, el mural que está expuesto en la capilla resulta ser único en cuanto a decoraciones eclesiásticas. La obra ha sido declarada Patrimonio Cultural de la Ciudad de Buenos Aires en 2011.
En 1916, realizó dos Panoramas de rotonda, en  homenaje a las batallas de Tucumán y Salta, libradas por el General Belgrano en las guerras de la Independencia. Ambas exhibiciones mostraban un alto grado de realismo y tuvieron muy buena recepción entre el público que desconocía estas representaciones
En 1928 en Córdoba comienza la obra “Los Capuchinos” actual iglesia del Sagrado Corazón, la cual fuera inaugurada inconclusa en 1933. En 1929 presentó un proyecto para el palacio Municipal de Bell Ville, ciudad de esta misma provincia. Construyó, nuevamente en Córdoba capital, el Colegio Nuestra Señora de la Merced y la capilla Nuestra Señora del Huerto (en la intersección de las calles Caseros y Belgrano).
Entre los años 1930 y 1938, y siempre en la provincia de Córdoba, construyó en Villa Allende, frente a la plaza hoy llamada Manuel Belgrano, la iglesia de Nuestra Señora del Carmen, sobre la base de una vieja capilla en estilo neogótico francés y columnas salomónicas. Dicha obra no fue terminada.
A finales del año 1931 comenzó también el templo de Nuestra Señora de Lourdes en Unquillo, en conjunto con unas 12 casas más, entre ellas, “El Castillo” y “La Cigarra” “El Rancho” “La Golondrina” entre otras tantas. Años más tarde también construyó el templo de San Francisco Solano en la ciudad de Río Cuarto, tras el derrumbe de la antigua capilla en 1951.
Fue director arquitectónico de la obra de la Abadía de los Benedictinos en Buenos Aires en el año 1960.

## Periodísticos
- Página 12 (9 de junio de 2002). En el nombre del padre.
- Aquí Vivimos (agosto de 2008). El Reino de Ferrari (Nº 154) 66:70.